# Topla, Timiș
Topla este un sat în comuna Mănăștiur din județul Timiș, Banat, România. Face parte din comuna Mănăștiur. Datorită unei serii de factori negativi, precum poziția defavorabileă, relativ izolată de fluxurile economice, dimensiunile reduse, lipsa sistematizării, tendința de îmbătrânire și deficitul demografic, localitatea a cunoscut un puternic regres și a ajuns în pragul abandonării complete. La recensământul din 2002, populația satului era de numai 6 locuitori.

## Istorie
Împreună cu satele din jur, este amintită pentru prima dată în documente de la 1514-1516, ca proprietate a lui George de Brandeburg. Făcea parte din distrctul Mănăștur, județul Hunedoara. În 1597 aparținea lui Ștefan Török iar la 1620 este donată lui Stefan Bethlen. În perioada stăpânirii otomane și a marilor bătălii dintre turci și austrieci, a fost cel mai probabil pustiită.
După cucerirea Banatului de austrieci, se face o conscripție generală în 1717, care include și localitatea Topla, cu 10 case, aparținând de districtul Făget. Austriecii au numit-o Dobla. La începutul secolului XIX a intrat în proprietatea erariului (statului). Mai târziu este cumpărată de diferiți nobili maghiari: mai întâi baronul Vecsez, apoi de familia contelui Karatsonyi, deținătoarea multor proprietăți în Banat. Maghiarii au numit-o și ei Topla.
A fost din totdeauna un sat mic, locuit de români. În prezent este pe cale de dispariție.

## Vezi și
- Biserica de lemn din Topla